# Witte kruidenmot
De witte kruidenmot (Udea lutealis) is een vlinder uit de familie van de grasmotten (Crambidae), uit de onderfamilie van de Spilomelinae. De wetenschappelijke naam van deze soort is voor het eerst voorgesteld als Pyralis lutealis door Jacob Hübner in een publicatie uit 1809. De spanwijdte van de vlinder bedraagt tussen de 23 en 26 millimeter. De soort overwintert als ei.

## Waardplanten
De witte kruidenmot heeft allerlei kruidachtige planten als waardplanten.

## Verspreiding
De witte kruidenmot is in vrijwel geheel Europa waargenomen (behalve in IJsland, Portugal, Moldavië, Kosovo en Griekenland) en verder in Turkije, Georgië en Mongolië.

### Voorkomen in Nederland en België
De witte kruidenmot is in Nederland en in België een zeldzame soort. De eerste waarneming in Nederland dateert van 1964. De soort heeft jaarlijks één generatie, die vliegt van eind juni tot en met augustus.